# Conservatoire National des Arts et Métiers
El Conservatori nacional de les arts i els oficis, Conservatoire national des arts et métiers (CNAM) és un gran establiment (grand établissement) dels ensenyaments superiors i de recerca científica fonamental de França.
Va ser fundat pel sacerdot, abbé, Henri Grégoire a París el 10 d'octubre de 1794. El Conservatoire national des arts et métiers i l'École polytechnique són les dues realitzacions de la Revolució francesa en el domini de la ciència i la tècnica · .
Va tenir una vocació multidisciplinària.
El CNAM posseeix 150 campus a la França metropolitana i a la França d'ultramar. Acull uns 9.000 estudiants 

## Història

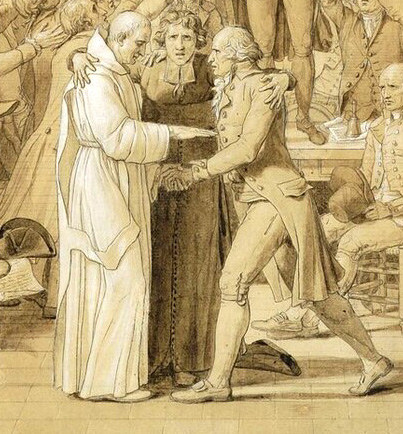
Serment du Jeu de Paume (1789) per David: El pare Grégoire, al centre.

Entre els seus membres es compten els acadèmics Vandermonde i Le Roy. Charles Dupin hi creà la primera càtedra de mecànica aplicada a les arts.Jean-Baptiste Say hi creà la càtedra d'economia industrial

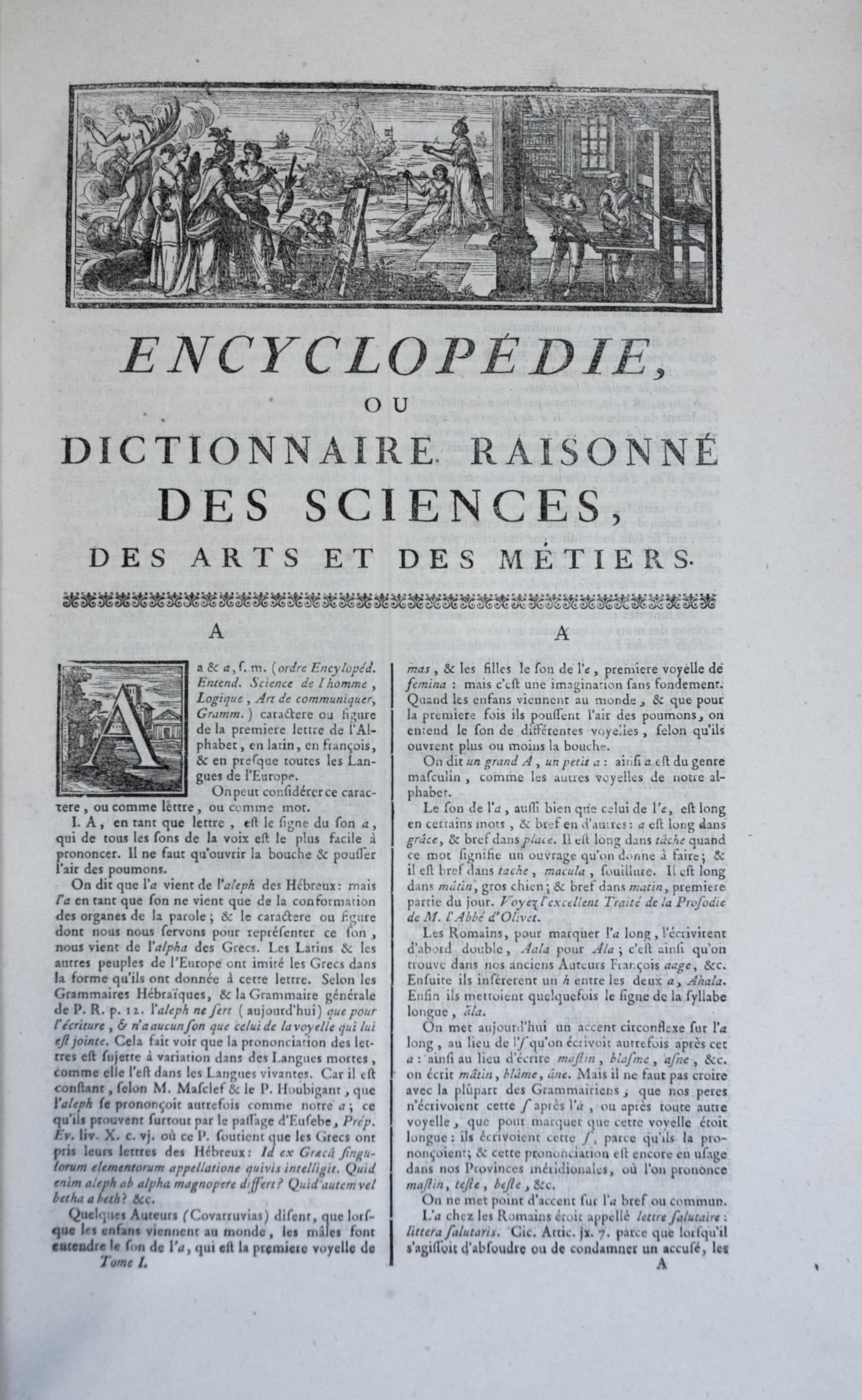
Denis Diderot, Jean le Rond d'Alembert, coordinador de Encyclopédie ou dictionnaire des sciences, des arts et des métiers, 1751-1772. LEncyclopédie indirectament va obrir la via a constituir una institució dedicadda als arts i oficis(Claudine Fontanon).

## Membres destacats

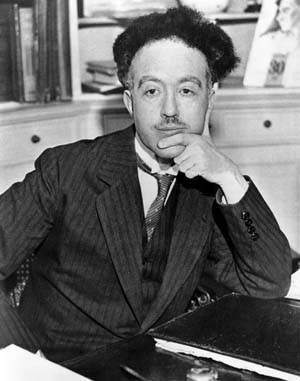
Louis de Broglie
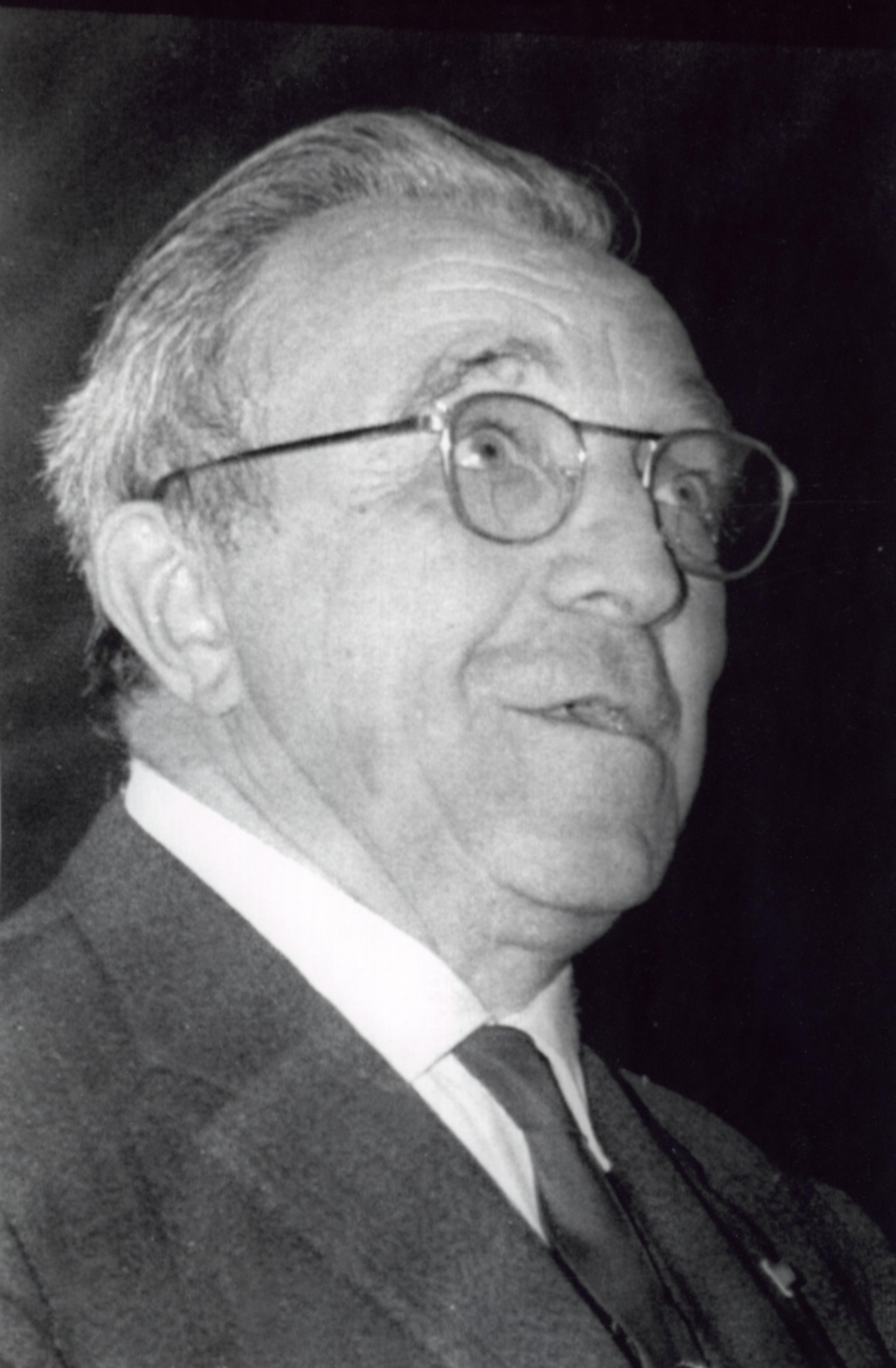
Louis Néel
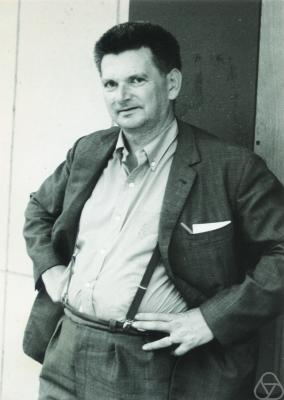
René Thom